# Capesize

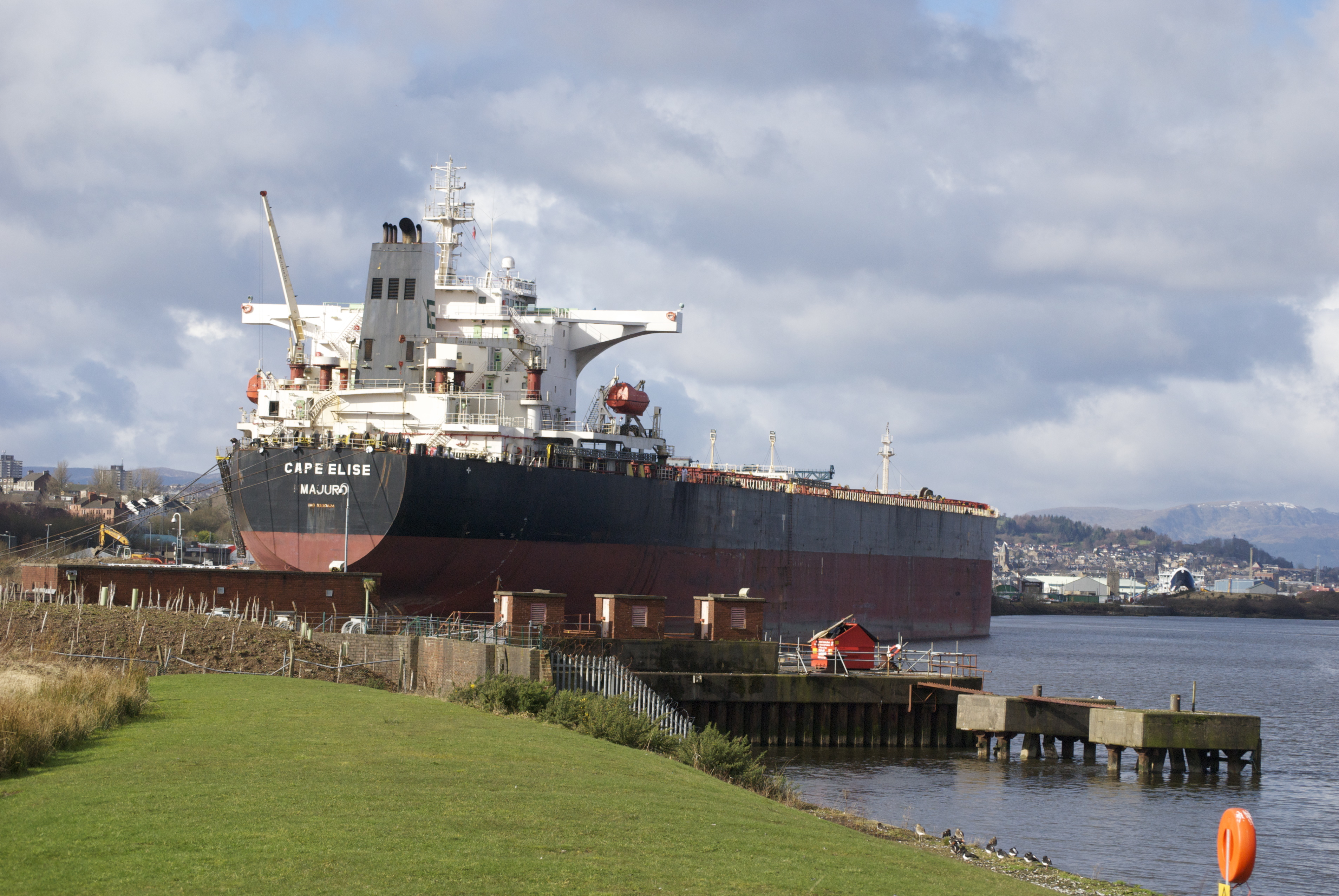
Cape Elise, балкер розміром 174124 DWT

Capesize (укр. Кейпсайз від англ. Cape — мис) — клас вантажних морських суден. Вони завеликі, аби перейти Суецький канал або Панамський канал, тож мають оминати мис Доброї Надії або мис Горн задля
трансокеанічного транзиту.
Зазвичай це балкери, що транспортують вугілля, руду та інші сировини. Термін Capesize не застосовується до танкерів.